# Christophe Bertholon
Pour les articles homonymes, voir Bertholon.
Christophe César Bertholon, né le 18 janvier 1808 à Lyon (Rhône) et mort le 6 janvier 1885 à Rochambon (Loire), est un homme politique français.

## Biographie
Industriel de la soie, il organise le parti démocratique à Lyon, après 1830, présidant des banquets patriotiques. Il est nommé sous-commissaire du gouvernement à Vienne, le 24 février 1848. Il est député de l'Isère de 1848 à 1851 et siège à l'extrême gauche. 
Banni après le coup d’État du 2 décembre 1851, il ne rentre en France qu'en 1859, au moment de l'amnistie. Il est préfet de la Loire le 4 septembre 1870, et député de la Loire de 1876 à 1885, siégeant à gauche et fut l'un des 363  qui refusent la confiance au gouvernement de Broglie, le 16 mai 1877.

## Sources
- « Christophe Bertholon », dans Adolphe Robert et Gaston Cougny, Dictionnaire des parlementaires français, Edgar Bourloton, 1889-1891 [détail de l’édition]